# Lake Chalice
Der Lake Chalice ist ein kleiner See in der Region Marlborough auf der Südinsel von Neuseeland.

## Geographie
Eingebettet in bis zu 1395 m hohen umgebenden Bergen, befindet sich der See in dem nach Süden gewandten Teil der Richmond Range auf einer Höhe von 860 m über dem Meeresspiegel. Neben einigen kleineren Zuflüssen wird der See durch den ca. 2,7 km nördlich entspringenden Goulter River gespeist. Am Abfluss am südwestlichen Ende des Sees setzt der Fluss seinen Weg fort. Der Lake Chalice, der sich in einer Westsüdwest-Ostnordost-Richtung ausdehnt, besitzt eine Länge von 2,1 km und kommt in der Nähe seines Abflusses auf eine Breite von rund 420 m. Sein Seeumfang beträgt rund 5 km.
Zu erreichen ist der Lake Chalice zu Fuß von Westen her über den Goulter Track und von Norden über den Te Araroa Trail. Die Lake Chalice Hut ermöglicht es Wanderern in der Nähe des Sees Rast zu finden oder zu übernachten. Um den See herum wurde ein 2,6 km langer Wanderweg angelegt.

## Geologie
Der See, der sich rund 7 km nordwestliche der Wairau Fault befindet, entstand vermutlich durch ein durch die Verwerfung der Wairau Fault erzeugtes Erdbeben vor zwischen 1885 und 2145 Jahren. Das Erdbeben erzeugte demnach einen Erdrutsch, der den Goulter River aufstaute. Baumstämme, die am Seeboden gefunden wurden, lassen nach der Radiokarbonmethode einen entsprechenden Rückschluss zu.

## Trivia
Ein 1989 gegründetes Weingut in der Gegend westlich von Blenheim hat sich den Namen Lake Chalice gegeben.